# 半田岩
半田岩（はんだいわ）は、徳島県三好市山城町頼広の黒川谷川にある景勝地。にし阿波お勧めビューポイント100選選定。

## 地理
1578年（天正5年）に長宗我部氏の軍が田尾城攻略の際に休息した場所として知られる。その際に岸壁が膳に似ていることから「飯台岩」（はんだいいわ）と呼ばれ、その後、半田岩の字が当てられるようになった。現在はホタルと紅葉の名所として知られる。
岩山の頂には五十鈴神社が祀られており、1915年（大正4年）に頼広集落の9つの神社が合䄫したものである。全域が奇岩に富み、特に神社前の「へそすり岩」は学術的にも価値がある。1988年（昭和63年）に周辺が農村公園として整備された。

## 交通
- JR土讃線「阿波川口駅」下車より車で約20分。
- 徳島自動車道「井川池田インターチェンジ」より車で約40分。